# سليم خان
سليم عبد الرشيد خان (ولد في 24 نوفمبر 1935) والمعروف أيضًا فنياً باسم سليم خان هو ممثل سينمائي هندي ومنتج وكاتب سيناريو، وقصص ونصوص للعديد من أفلام بوليوود. في السينما الهندية، اشتهر خان بتشكيله ثنائي الأنجح في كتابة سيناريو السينمائية مع سليم-جافيد ، إلى جانب جافيد أختر. الثنائي سليم جافيد أول كتاب سينمائيون هنديون حققوا النجومية، وأصبحوا من أكثر كتاب السيناريو الهنود نجاحًا في كل العصور، ويُعتبرون «أعظم كتاب سيناريو في السينما الهندية». أثناء العمل معًا، كان سالم خان مسؤولًا إلى حد كبير عن تطوير القصص والشخصيات، بينما كان جافيد أختار مسؤولًا إلى حد كبير عن تطوير الحوارات.

## روابط خارجية
- سليم خان على موقع IMDb (الإنجليزية)
- سليم خان على موقع ألو سيني (الفرنسية)
- سليم خان على موقع قاعدة بيانات الفيلم (الإنجليزية)
- سليم خان على موقع كينوبويسك (الروسية)